# Ronnie Peterson
Bengt Ronnie Peterson (Örebro, 14 februari 1944 - Milaan, 11 september 1978) was een Zweeds autocoureur.

## Jeugdjaren
Ronnie Peterson werd geboren in Örebro in Zweden. Op 7-jarige leeftijd reed Peterson voor het eerst, weliswaar in een door z'n vader zelfgemaakte onaangedreven go-kart. Eén jaar later kreeg Ronnie opnieuw een zelfgemaakte go-kart, dit keer met een 50cc motortje waarmee hij 12 km/u haalde. Hij ontwikkelde zijn rijstijl op jonge leeftijd in het karten, iets wat in z'n latere carrière vruchten zou afwerpen.

## Formule 2 en 1

### Debuut en de eerste jaren
In 1962 debuteerde hij voor het eerst in competitie. In het Zweedse kampioenschap (klasse D) go-karts eindigde hij tweede. Ronnie werd Scandinavisch kampioen in de klassen C en D, voor de derde keer Zweeds kampioen (klasse C Int.), veroverde de bronzen medaille in de Europese Kampioenschappen voor ploegen en eindigde 14de in het Wereldkampioenschap in de A-klasse. In 1966 reed hij voor het eerst in Formule 3. Hij zou er 27 overwinningen boeken. In 1969 leerde Ronnie z'n toekomstige vrouw kennen, Barbro Edwardsson.
Hij maakte zijn Formule 1 debuut in een March in Monaco in 1970 waar hij met een 7e plaats net naast de punten greep. In 1971 was Peterson op twee fronten succesvol: Europees kampioen Formule 2 en tweede in de eindstand van het WK Formule 1 achter Jackie Stewart. Het jaar daarop (1972) verliep teleurstellend, de March was niet vooruit te branden. Het was tijd voor een sprong voorwaarts. Vanaf 1973 maakte de Zweed deel uit van het succesvolle Lotus. Zijn toekomstige teamgenoot, de kersverse wereldkampioen Emerson Fittipaldi kon zijn borst nat maken.

### 1973-1976

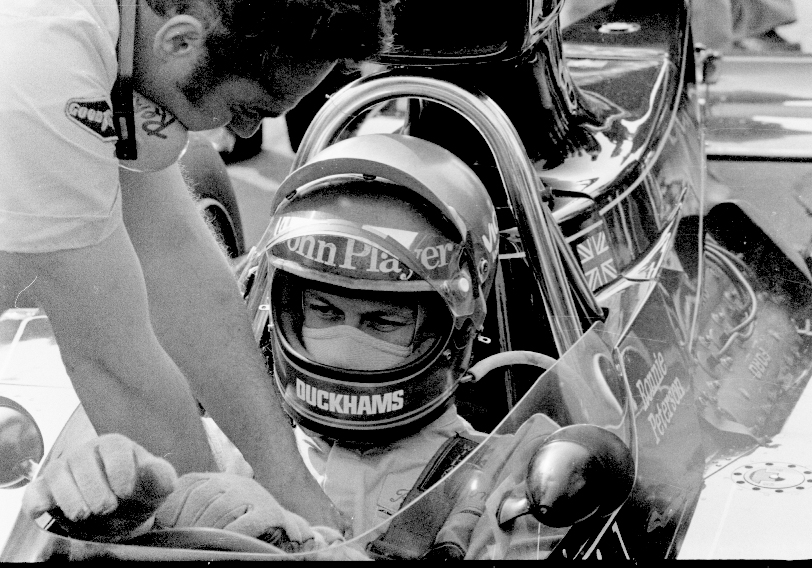
Ronnie Peterson in 1975

Petersons eerste Grand Prix zege liet niet lang op zich wachten: in 1973 won hij de Grote Prijs van Frankrijk op Paul Ricard in de Lotus 72. Er kwamen dat jaar nog 3 overwinningen bij: Oostenrijk, Italië en de Verenigde Staten. Bovendien pakte hij dat jaar 9 pole positions, een record in die tijd.
In 1974 waren er 3 zeges: Monaco, Frankrijk en wederom Italië. Langzaam maar zeker werd echter duidelijk dat het team van Colin Chapman het contact met de top (Ferrari en McLaren) aan het verliezen was. De Lotus 76 met automatische versnellingsbak (1974) mislukte jammerlijk en het team moest voor 1975 noodgedwongen teruggrijpen op de ooit trendsettende maar inmiddels bejaarde Lotus 72. Zoals te verwachten was verliep 1975 zeer teleurstellend. Een gefrustreerde Peterson startte het seizoen 1976 nog voor Team Lotus (met de aanvankelijk zeer matige Lotus 77), maar hield het al snel voor gezien; hij besloot terug te keren op het oude nest: March Engineering. Ondanks een flink aantal uitvalbeurten gaf zijn zege in Italië (zijn 3e op Monza) het seizoen '76 toch nog enige glans.

### 1977-1978

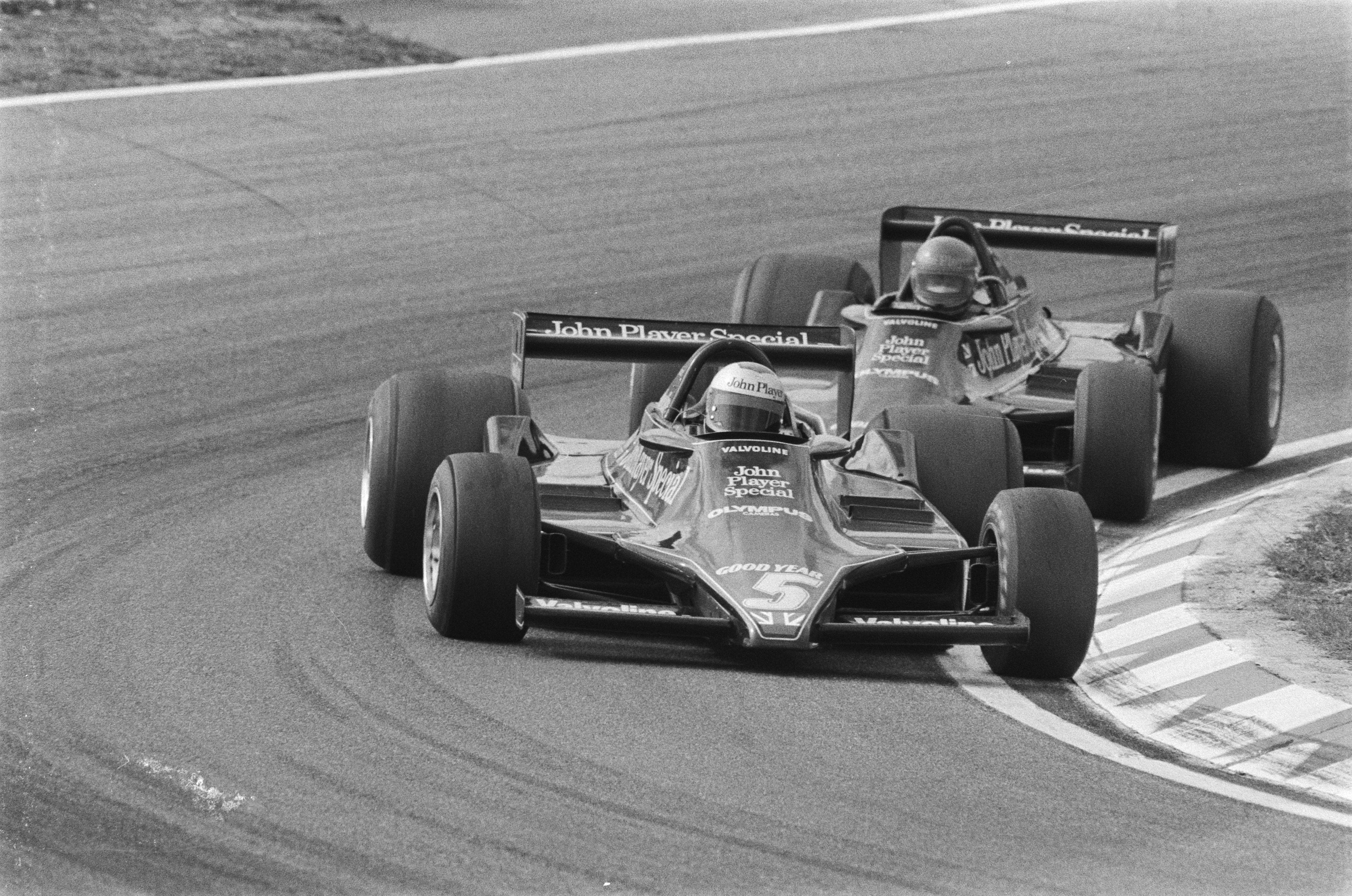
Ronnie Peterson in een Lotus in het kielzog van Mario Andretti trijdens de GP van Nederland 1978.

In 1977 ging hij voor Tyrrell rijden, maar de Tyrrell P34 'zeswieler' ontgoochelde. In 1978 verraste Peterson iedereen door terug te gaan naar het John Player Team Lotus. Hij behaalde 2 overwinningen: Zuid-Afrika (Kyalami) en Oostenrijk (op een kletsnatte Österreichring). Duidelijk was wel dat de Zweed in dienst moest rijden van de beoogde kampioen Mario Andretti die aan de wieg had gestaan van de wederopstanding van Lotus (met - ironisch genoeg - de hierboven genoemde Lotus 77...). Omdat Peterson zelf kopman wilde zijn had hij voor 1979 een contract om bij McLaren te gaan rijden. Zover zou het echter niet komen.

### Dood
De Grote Prijs van Italië op het hem in voorgaande jaren zo goedgezinde Monza startte slecht voor Ronnie. Gedurende de vrije trainingen en kwalificaties werd zijn bolide geplaagd door technische problemen. Bij een crash als gevolg van remproblemen in de warming-up voorafgaande aan de race schreef hij zijn Lotus 79 af en liep hij lichte kneuzingen op aan zijn benen. Lotus beschikte over twee reserve autos: een 79, afgesteld op kopman (en aanzienlijk kleinere) Andretti en een oude 78, een eerste generatie 'wing car', die nog was uitgerust met tanks in de side pods. Het was de pech van Peterson dat hij in 1978 tweede rijder was. De moderne en dat jaar onverslaanbare Lotus 79 werd aangeduid als 'venturi car' en was opgebouwd rondom een smalle aluminium overlevingscel (monocoque) met een centrale tank achter de rug van de coureur. Deze veel veiliger bouwwijze is tot op de dag van vandaag de standaard in de Formule 1, zij het dat het aluminium al sinds het begin van de jaren 80 heeft plaatsgemaakt voor het aanzienlijk lichtere, sterkere en stijvere koolstofvezel.
10 september 1978 : Na de opwarmronde reden de 24 auto's op naar de startgrid. De racestarter zwaaide echter te vroeg met de vlag: de eerste coureurs hadden hun plek op de grid net ingenomen terwijl de auto's in de tweede helft van het veld nog naar hun startposities rolden. Het resultaat was dat het complete veld in elkaar schoof in de bottleneck vlak voor de eerste chicane (waar de baan half zo breed was als bij start/finish) met een massacrash als gevolg. Riccardo Patrese, door velen gezien als de man die het ongeluk veroorzaakte, kwam volgens sommigen tijdens een wilde inhaalbeweging in contact met James Hunt, hoewel foto's aantoonden dat er nog ruimte zat tussen de twee bolides. Hoe dan ook, Hunt week uit voor Patrese, en tikte met het linkervoorwiel van zijn wagen het rechterachterwiel van Petersons Lotus aan. Ook Vittorio Brambilla, Hans-Joachim Stuck, Patrick Depailler, Didier Pironi, Derek Daly, Clay Regazzoni en Brett Lunger raakten betrokken bij de crash.
Petersons Lotus 78 boog scherp af naar rechts en knalde bijna frontaal op de vangrails. De volle brandstoftanks scheurden open en de bolide veranderde in een vuurbal. Peterson zat door de klap bekneld in z'n wagen, maar Hunt, Regazzoni and Depailler bevrijdden hem uit de vlammenzee voordat hij al te zware brandwonden zou oplopen. Hij was volledig bij bewustzijn en werd in het midden van de baan gelegd. Het was duidelijk dat Peterson zeer zwaargewond was aan beide benen. Het duurde 20 minuten voordat een ambulance ter plaatse was. Er was op dat moment meer bezorgdheid rond de toestand van Brambilla, die een rondvliegend wiel op zijn hoofd had gekregen en in bewusteloze toestand in zijn auto zat. Petersons leven was op dat moment niet in gevaar. Hij werd overgebracht naar een ziekenhuis in Milaan. Ondertussen werden de brokstukken van het circuit gehaald en de wedstrijd kreeg een herstart.
In het ziekenhuis werd duidelijk dat Peterson zeventien breuken in het rechterbeen had en drie in het linkerbeen. Na overleg met Peterson zelf, besloten de artsen tot operatie over te gaan om de beenderen te stabiliseren, maar 's nachts na de operatie vermengde zich door de beenbreuken beenmerg van zijn benen in de bloedbaan. Vetembolieën ontstonden die al snel zijn belangrijkste organen bereikten, zoals longen, lever en hersenen. Tegen de morgen hadden alle organen het opgegeven, en enkele uren later werd hij doodverklaard. De tragedie van dit alles is dat Petersons leven wellicht gered had kunnen worden als hij direct na het ongeval medische bijstand zou hebben verkregen. Peterson werd 34 jaar oud.
Ronnie Peterson reed een totaal van 123 Grote Prijzen gedurende zijn carrière en won er 10 van. Hij wordt vaak gezien als een van de beste coureurs, samen met Stirling Moss en Gilles Villeneuve, die nooit wereldkampioen werden.

## Trivia
- Riccardo Patrese werd na zijn roekeloze rijgedrag geschorst voor één rit. Hij en Giovanni Restelli, de racestarter, werden later zelfs aangeklaagd voor onopzettelijke doodslag. Ze werden vrijgesproken en James Hunt werd later tot z'n grote verbazing verantwoordelijk geacht.

- Volgens bloemenzaken in Örebro, zijn er nooit meer bloemen verkocht dan de dagen na Petersons dood. Verder staat er een standbeeld van Peterson gemaakt door Richard Brixel in Örebro.

- Ronnie Peterson trouwde met topmodel Barbro Edwardsson in april 1975 en hun dochter Nina werd later dat jaar geboren. Barbro raakte nooit helemaal over Ronnies dood, werd eenzaam en pleegde in 1987 zelfmoord. Ze liggen samen begraven in Örebro.

- Na Ronnies dood verkeerde Barbro nog een aantal jaar met John Watson, ook een Formule 1 coureur.

- De Petersons woonden achtereenvolgens in Maidenhead, in Cookham Dean in Berkshire en in Monaco, waar ze buren waren van Björn Borg. Hun buitenverblijf was in Askersund.

- De lijkkist van Ronnie werd gedragen door z'n vrienden/collega's John Watson, Emerson Fittipaldi, James Hunt, Niki Lauda, Jody Scheckter, Åke Strandberg en Gunnar Nilsson (die een maand later zou overlijden ten gevolge van kanker).

- Na het ongeval werd "Professor" Sid Watkins aangesteld als verantwoordelijke voor reddingen en eerste zorgen op het circuit. Dit kreeg heel wat tegenstand en controverse, maar cijfers tonen aan dat het een grote stap voorwaarts was inzake veiligheid. Tussen 1973 en 1977 waren er 51 zwaargewonde coureurs in 250 ongelukken, in de periode 1978-1982 waren dat er slechts 3 in 283 ongelukken.

## Overzicht

### Resultaten in de Formule 1
| Seizoen | Inschrijving                   | Chassis     | Motor         | 1      | 2      | 3      | 4      | 5      | 6      | 7      | 8      | 9      | 10     | 11      | 12     | 13     | 14     | 15     | 16     | 17     | Pos | Punten |
| ------- | ------------------------------ | ----------- | ------------- | ------ | ------ | ------ | ------ | ------ | ------ | ------ | ------ | ------ | ------ | ------- | ------ | ------ | ------ | ------ | ------ | ------ | --- | ------ |
| 1970    | Antique Automobile Racing Team | March 701   | Cosworth V8   | RSA    | ESP    | MON 7  | BEL NC |        |        |        |        |        |        |         |        |        |        |        |        |        | -   | 0      |
| 1970    | Colin Crabbe Racing            | March 701   | Cosworth V8   |        |        |        |        | NED 9  | FRA NF | GBR 9  | GER NF | AUT    | ITA NF | CAN NC  | USA 11 | MEX    |        |        |        |        | -   | 0      |
| 1971    | STP March Racing Team          | March 711   | Cosworth V8   | RSA 10 | ESP NF | MON 2  | NED 4  |        | GBR 2  | GER 5  | AUT 8  | ITA 2  | CAN 2  | USA 3   |        |        |        |        |        |        | 2   | 33     |
| 1971    | STP March Racing Team          | March 711   | Alfa Romeo V8 |        |        |        |        | FRA NF |        |        |        |        |        |         |        |        |        |        |        |        | 2   | 33     |
| 1972    | STP March Racing Team          | March 721   | Cosworth V8   | ARG 6  | RSA 5  |        |        |        |        |        |        |        |        |         |        |        |        |        |        |        | 9   | 12     |
| 1972    | STP March Racing Team          | March 721X  | Cosworth V8   |        |        | ESP NF | MON 11 | BEL 9  |        |        |        |        |        |         |        |        |        |        |        |        | 9   | 12     |
| 1972    | STP March Racing Team          | March 721G  | Cosworth V8   |        |        |        |        |        | FRA 5  | GBR 7  | GER 3  | AUT 12 | ITA 9  | CAN DSQ | USA 4  |        |        |        |        |        | 9   | 12     |
| 1973    | John Player Team Lotus         | Lotus 72D   | Cosworth V8   | ARG NF | BRA NF | RSA 11 |        |        |        |        |        |        |        |         |        |        |        |        |        |        | 3   | 52     |
| 1973    | John Player Team Lotus         | Lotus 72E   | Cosworth V8   |        |        |        | ESP NF | BEL NF | MON 3  | SWE 2  | FRA 1  | GBR 2  | NED 11 | GER NF  | AUT 1  | ITA 1  | CAN NF | USA 1  |        |        | 3   | 52     |
| 1974    | John Player Team Lotus         | Lotus 72E   | Cosworth V8   | ARG 13 | BRA 6  |        |        |        | MON 1  | SWE NF | NED 8  | FRA 1  | GBR 10 |         | AUT NF | ITA 1  | CAN 3  | USA NF |        |        | 5   | 35     |
| 1974    | John Player Team Lotus         | Lotus 76    | Cosworth V8   |        |        | RSA NF | ESP NF | BEL NF |        |        |        |        |        | GER 4   |        |        |        |        |        |        | 5   | 35     |
| 1975    | John Player Team Lotus         | Lotus 72E   | Cosworth V8   | ARG NF | BRA 15 | RSA 10 | ESP NF | MON 4  | BEL NF | SWE 9  | NED 15 | FRA 10 | GBR NF | GER NF  | AUT 5  | ITA NF | USA 5  |        |        |        | 13  | 6      |
| 1976    | John Player Team Lotus         | Lotus 77    | Cosworth V8   | BRA NF |        |        |        |        |        |        |        |        |        |         |        |        |        |        |        |        | 11  | 10     |
| 1976    | March Engineering              | March 761   | Cosworth V8   |        | RSA NF |        | ESP NF | BEL NF | MON NF | SWE 7  | FRA 19 | GBR NF | GER NF | AUT 6   | NED NF | ITA 1  | CAN 9  | USA NF | JPN NF |        | 11  | 10     |
| 1976    | Theodore Racing                | March 761   | Cosworth V8   |        |        | RSA 10 |        |        |        |        |        |        |        |         |        |        |        |        |        |        | 11  | 10     |
| 1977    | Elf Team Tyrrell               | Tyrrell P34 | Cosworth V8   | ARG NF | BRA NF | RSA NF | USW NF | ESP 8  | MON NF | BEL 3  | SWE NF | FRA 12 | GBR NF | GER 9   | AUT 5  | NED NF | ITA 6  | USA 16 | USA NF | JPN NF | 14  | 7      |
| 1978    | John Player Team Lotus         | Lotus 78    | Cosworth V8   | ARG 5  | BRA NF | RSA 1  | USW 4  | MON NF | BEL 2  |        |        |        |        |         |        |        | ITA NF |        |        |        | 2   | 51     |
| 1978    | John Player Team Lotus         | Lotus 79    | Cosworth V8   |        |        |        |        |        |        | ESP 2  | SWE 3  | FRA 2  | GBR NF | GER NF  | AUT 1  | NED 2  |        | USA    | CAN    |        | 2   | 51     |